# Марк Фулвий Петин
Вижте пояснителната страница за други личности с името Петин.
Марк Фулвий Петин (на латински: Marcus Fulvius Paetinus) e политик на Римската република.
Син или внук е на Гней и вероятно брат на Гней Фулвий Максим Центумал (консул 298 пр.н.е.).
През 299 пр.н.е. Петин става консул с колега Тит Манлий Торкват и продължава започналата обсада от консул Квинт Апулей Панза на Неквинум в Умбрия. Завладяването успява чрез двама предатели, които показват на консула подземен вход за града. След това Неквинум става колония, която се казва Нарния. За успехите си против сабините и жителите на Неквинум той празнува триумф.